# Kollangi, Arkalgud
Kollangi là một làng thuộc tehsil Arkalgud, huyện Hassan, bang Karnataka, Ấn Độ.